# Петряиха (Шатурский район)
Петряиха — деревня в Шатурском муниципальном районе Московской области. Входит в состав Дмитровского сельского поселения. Население — 48 чел. (2013).

## Расположение
Деревня Петряиха расположена в южной части Шатурского района, расстояние до МКАД порядка 154 км. Высота над уровнем моря 131 м.

## Название
Исторические и бывшие варианты написания названия деревни — Петряевская, Петряиха. На «Специальной карте Европейской России» И. А. Стрельбицкого деревня обозначена как Петряева.

## История
Впервые упоминается в писцовой Владимирской книге В. Кропоткина 1637—1648 гг. как деревня Петряевская Зачисморской кромины волости Муромское сельцо Владимирского уезда Замосковного края Московского царства. Деревня принадлежала князю Ивану Булатовичу Мещерскому.
Последним владельцем деревни перед отменой крепостного права был князь Николай Степанович Мещерский.
После отмены крепостного права деревня вошла в состав Коробовской волости.
В советское время деревня входила в Дмитровский сельсовет.

## Население
| 1859 | 1868 | 1885 | 1905 | 1926 | 1970 |
| ---- | ---- | ---- | ---- | ---- | ---- |
| 193  | ↗206 | ↗272 | ↗364 | ↘341 | ↘155 |
| 1993 | 2002 | 2006 | 2010 | 2011 | 2013 |
| ↘50  | ↗53  | ↘47  | ↘19  | ↗44  | ↗48  |